# ويلفريد بيرد
ويلفريد بيرد (بالإنجليزية: Wilfred Bird)‏ (28 سبتمبر 1883 في المملكة المتحدة - 9 مايو 1915) هو لاعب كريكت بريطاني (وحمل سابقاً جنسية المملكة المتحدة لبريطانيا العظمى وأيرلندا).

## وصلات خارجية
- ويلفريد بيرد على موقع إي آس بي آن كريك إنفو (الإنجليزية)